# Zhongli (köping)
Zhongli (kinesiska: 中里镇, 中里) är en köping i Kina. Den ligger i provinsen Sichuan, i den sydvästra delen av landet, omkring 110 kilometer sydväst om provinshuvudstaden Chengdu. Antalet invånare är 11 547. Befolkningen består av 5 678 kvinnor och 5 869 män. Barn under 15 år utgör 23,0 %, vuxna 15-64 år 64 %, och äldre över 65 år 11,0 %.
Genomsnittlig årsnederbörd är 1 442 millimeter. Den regnigaste månaden är juli, med i genomsnitt 387 mm nederbörd, och den torraste är januari, med 12 mm nederbörd.